# Famille de Landrian
Pour les articles homonymes, voir Landrian.
 (juin 2022).
La mise en forme du texte ne suit pas les recommandations de Wikipédia : il faut le « wikifier ».
Les points d'amélioration suivants sont les cas les plus fréquents. Le détail des points à revoir est peut-être précisé sur la page de discussion.
- Les titres sont pré-formatés par le logiciel. Ils ne sont ni en capitales, ni en gras.
- Le texte ne doit pas être écrit en capitales (les noms de famille non plus), ni en gras, ni en italique, ni en « petit »…
- Le gras n'est utilisé que pour surligner le titre de l'article dans l'introduction, une seule fois.
- L'italique est rarement utilisé : mots en langue étrangère, titres d'œuvres, noms de bateaux, etc.
- Les citations ne sont pas en italique mais en corps de texte normal. Elles sont entourées par des guillemets français : « et ».
- Les listes à puces sont à éviter, des paragraphes rédigés étant largement préférés. Les tableaux sont à réserver à la présentation de données structurées (résultats, etc.).
- Les appels de note de bas de page (petits chiffres en exposant, introduits par l'outil «  Source ») sont à placer entre la fin de phrase et le point final[comme ça].
- Les liens internes (vers d'autres articles de Wikipédia) sont à choisir avec parcimonie. Créez des liens vers des articles approfondissant le sujet. Les termes génériques sans rapport avec le sujet sont à éviter, ainsi que les répétitions de liens vers un même terme.
- Les liens externes sont à placer uniquement dans une section « Liens externes », à la fin de l'article. Ces liens sont à choisir avec parcimonie suivant les règles définies. Si un lien sert de source à l'article, son insertion dans le texte est à faire par les notes de bas de page.
- La présentation des références doit suivre les conventions bibliographiques. Il est recommandé d'utiliser les modèles {{Ouvrage}}, {{Chapitre}}, {{Article}}, {{Lien web}} et/ou {{Bibliographie}}. Le mode d'édition visuel peut mettre en forme automatiquement les références.
- Insérer une infobox (cadre d'informations à droite) n'est pas obligatoire pour parachever la mise en page.

Pour une aide détaillée, merci de consulter Aide:Wikification.
Si vous pensez que ces points ont été résolus, vous pouvez retirer ce bandeau et améliorer la mise en forme d'un autre article.
La famille de Landrian (ou Landriani) est une famille noble d'extraction chevaleresque, originaire de Landriano près de Milan. Elle figure parmi les familles les plus puissantes du duché de Milan.
Un rameau cadet s'installe à la cour d'Antoine le Bon, duc de Lorraine, allié de François Ier après la bataille de Marignan. La branche française s'éteint en ligne masculine en 1924. Des descendants par les femmes sont autorisés par décret à relever le nom en 2022.

## Origines
L'historien Paolo Morigia, dans son ouvrage Histoire du Milan antique (Venise, 1592) et après lui Francesco Sansovino dans les Origines et faits des familles illustres d'Italie (Venise, 1670) placent les origines des Landrian au sein de l'Empire romain d'Occident.
Certaines sources anciennes font état de la présence à Milan de la famille de Landrian dès le XIe siècle. Gaspare Bugati, dans son Histoire universelle (Venise, 1571) les fait figurer parmi les familles les plus célèbres de Milan à l'époque d'Erlembaldo Cotta (1056). Giorgio Merula cite Guglielmo Landriani comme chef du parti des nobles en 1075.
La famille de Landrian est présente dans le Serial Nobilium Familiarum Mediolani rédigé en 1277 par Ottone Visconti.
En 1516, Antoine le Bon ramena à sa suite, dans ses États, après la bataille de Marignan, plusieurs gentilshommes d'Italie dont faisait partie Jean Francisque de Landrian. Ses descendants demeurent en Lorraine et figurent parmi les défenseurs de la forteresse de La Mothe contre les forces françaises menées par Mazarin. La destruction de La Mothe marque la fin de la Lorraine en tant qu'État pleinement souverain jusqu'à son rattachement officiel au royaume de France en 1766.
Nicolas de Landrian, curé d'Outremécourt de 1678 à 1728, fait construire l'église d'Outremécourt avec des pierres provenant de la collégiale de La Mothe. Il y réunit des joyaux de l'ancien édifice. Au dessus de la porte de la sacristie, on peut lire : « La Mothe a porté mes pierres et, disparue en son tombeau, La voici maintenant, devant vous, toute entière. »
En 1842, René de Landrian, avocat à la Cour royale de Nancy, est adopté par sa tante Camille de Fisson du Montet dont la mère était née Landrian. L'empereur d'Autriche le confirme dans le titre de baron des états d'Autriche en substitution de son père adoptif. Dès lors, ses descendants se sont retrouvé en possession régulière des nom, armes et titres de Fisson du Montet.
Son petit-fils, le lieutenant Jean de Landrian de Fisson du Montet, né en 1885, est mort pour la France le 2 février 1917, tué en combat aérien aux environs de Cernay en Dormois, après avoir fait face à trois avions ennemis pendant près de vingt minutes. Il est inhumé le 30 mai suivant en la chapelle familiale du cimetière de Préville (Nancy), après une messe de requiem en la cathédrale de Nancy. 

## Personnalités
- Guido da Landriano, consul de la ville de Milan et chef militaire des troupes de la Ligue lombarde à la bataille de Legnano le 29 mai 1176.
- Guido Landriani, podestat de Padoue en 1223.
- Giacomo Landriani, podestat de Parme en 1305.
- Antoniolo Landriani comte du palais sacré du Latran (comte palatin), qui est l’un des 120 patriciens les plus riches de Milan.
- Antonio Landriani nommé par Galeazzo Maria Sforza le 19 mars 1474 trésorier et conseiller ducal puis ministre des Finances de Ludovico il Moro.
- Pietro Landriani, le frère d'Antonio, conseiller de Galeazzo Sforza et précepteur de son fils Gian Galeazzo, à la mort de ce dernier.
- Gerolamo Landriani, fils d’Antonio, général dans l'ordre des Humiliés, que Ludovico il Moro nomme au gouvernement de la ville de Milan avec Antonio Trivulzio avant de quitter la ville.
- Margherita Landriani qui avec son fils Dionigi Brivio a soutenu Francesco II Sforza (fils de Ludovico il Moro et frère de Massimiliano). Tous deux l’ont ensuite suivi en exil.
- Giuseppe Francesco Landriani, décoré par Charles Quint qui l’a nommé conseiller d’État. Il reçoit en cadeau de la part de Philippe II le château de Pandino.
- Antonio Landriani comte de Spino, qui s'illustre contre les Vénitiens en 1452.
- Gaspare Landriani, conseiller du duc Massimiliano Sforza en 1515, procureur du duc pour négocier la paix avec le pape Adrien VI, le roi d’Angleterre et la république de Florence en 1523.
- Lucrèce Landriani, née en 1440, maîtresse de Galéas Marie Sforza, duc de Milan, dont elle a quatre enfants parmi lesquels figure Catherine Sforza
- Gerardo Landriani, évêque de Côme en 1438, créé cardinal par le pape Eugène IV en 1439 et qui est l'un des acteurs du Concile de Bâle. Il est ensuite envoyé en 1432, par les pères du Concile, par Henri VI d’Angleterre afin de persuader le prince réticent d’y envoyer les prélats de son royaume.
- Ambrogio Landriani, qui pour ses services rendus à Francesco Maria della Rovere, duc d’Urbino, reçoit le fief de San Costanzo, Ripe et Tomba (aujourd’hui Castel Colonna) en 1512.
- Étienne Evrard de Landrian.
- Nicolas de Landrian, curé d'Outremécourt.
- Marsilio Landriani, scientifique né à Milan en 1751 auteur de nombreuses publications et écrits sur la chimie et la physique.
- Paolo Landriani (1757-1839) architecte et célèbre scénographe de La Scala de Milan.

## Principales alliances
Rameau italien : Visconti, Gonzaga, Borromeo, Della Rovere, Malatesta, Brivio Sforza, Sanseverino, Trivulzio, Taverna, da Barbiano di Belgioioso, Della Torre, Archinto, Carcano, Castiglioni, Melzi et Casati.
Rameau français : de Roncourt, d'Urville, Gérard, Thouvenel, Plumeret, Tranchot, de Mauljean, de Billard, de Greiche, du Moulin, de L'Isle, de Sarrazin, Raulin de Maixe, de Tricornot, Baudel de Vaudrecourt, de Renepont, Duval, de Fisson du Montet, Seillière, Pavée de Villevieille, Grellet de La Deyte, Lallemand de Mont.

## Pour approfondir